# الغجلة (مأرب)

تعديل مصدري - تعديل

الغجلة هي إحدى قرى عزلة ال راشد منيف بمديرية مأرب التابعة لمحافظة مأرب، بلغ تعداد سكانها 680 نسمة حسب تعداد اليمن لعام 2004.